# Thaumaglossa pseudohilleri
Thaumaglossa pseudohilleri es una especie de escarabajo de piel del género Thaumaglossa, de la familia Dermestidae, orden Coleoptera.

## Distribución
Se distribuye por Asia: India, en el estado de Maharastra.

## Taxonomía
Fue descrita por Háva en 2006.